# Renocila quadrata
Renocila quadrata är en kräftdjursart som beskrevs av Bruce 1991. Renocila quadrata ingår i släktet Renocila och familjen Cymothoidae. Inga underarter finns listade i Catalogue of Life.